# Millennium (Robbie Williams-dal)
A Millennium Robbie Williams brit énekes nagy sikerű dala, az I’ve Been Expecting You című, második albumának első kislemeze. 1998 őszén jelent meg.
A dal zenei alapját John Barry zeneszerző James Bond Csak kétszer élsz című filmhez készült főcímzenéje adta. Ez a James Bond-film bevallottan az énekes egyik kedvenc 007-es filmje.
A Millennium volt Williams első listavezető dala az Egyesült Királyságban. 1999-ben a szám komoly rádiólejátszásnak örvendhetett Kanadában és az USA-ban, ahol a dal az énekes első válogatásalbumának, a The Ego Has Landednek volt az első kislemeze.

## Videó
A Millennium klipjét Vaughan Arnell rendezte, a klip 1998 szeptemberében jelent meg. A számhoz készült videóban Williams James Bondot parodizálja, számos utalással a Tűzgolyó és az Oroszországból szeretettel című filmekre. A videót a Pinewood Studios-ban vették fel, ahol a legtöbb James Bond-filmet is. A videó az 1999-es Brit Díj-átadón a Legjobb brit videó kategóriában diadalmaskodott.
| #                                          | Kiadó cég | Ország | Formátum    | Megjelent | Produkciós cég | Rendező        | Producer      | Kiadó        |
| ------------------------------------------ | --------- | ------ | ----------- | --------- | -------------- | -------------- | ------------- | ------------ |
| 1. verzió (UK)                             |           |        |             |           |                |                |               |              |
| 2. verzió (élő felvétel, Manchester Arena) | Chrysalis | UK     | zenei video | 1999      |                | Vaughan Arnell | Carrie Sutton | Simon Hilton |

## Fogadtatás
A dal az énekes első listavezető dala lett az Egyesült Királyságban. Összesen 400 000 darabot adtak el belőle, így a BPI aranylemezzé minősítette. A szám nemzetközileg is sikeres lett; világszerte be tudott kerülni a Top 40-es listába. Ez a dal volt az, amivel Williamsnek először sikerült felkerülnie az amerikai Billboard Hot 100 listára is, mikor megjelent 1999-ben. Ennek ellenére, sem ennek, sem az Angels-nek (ami ott a másodikként kiadott kislemeze volt) nem sikerült bekerülnie az első 40 helyezett közé. Utóbbi a 41. helyig jutott.

## Háttér
| „                 | A Millennium-nak először nem volt címe. Csak a kórus volt meg. Nem tudtuk, milyen címet adjunk neki, de mivel közeledett a millennium, ezért Millennium lett a dal neve. | ” |
| – Robbie Williams | |   |

## Különböző kiadások és számlista
A Millennium című kislemeznek ezek a kiadásai jelentek meg:
Angliai CD1

(Megjelent: 1998. szeptember 7.)
1. Millennium – 4:05
2. Rome Munich Rome – 3:05
3. Love Cheat – 3:46

Angliai CD2

(Megjelent: 1998. szeptember 7.)
1. Millennium – 4:05
2. Lazy Days [eredeti verzió] – 4:29
3. Angels [élő verzió] – 4:27

Európai Maxi CD

(Megjelent: 1998. szeptember 7.)
1. Millennium – 4:05
2. Angels [élő verzió] – 4:27
3. Rome Munich Rome – 3:05
4. Love Cheat – 3:46

## Közreműködők
- Robbie Williams – vezető vokál
- Gary Nuttall – háttérvokál
- Claudia Fontaine – háttérvokál
- Beverley Skeet – háttérvokál
- Nicole Patterson – háttérvokál
- Guy Chambers – billentyűs hangszerek, szintetizátor, elektromos és akusztikus gitár
- Chris Sharrock – dobok
- Andy Duncan – ütős hangszerek
- London Session Orchestra  Gavyn Wright vezényletével
- Nick Ingman – rendező

## Helyezési és eladási statisztika
| Ország             | Helyezés (ha van) | Eladás   |
| ------------------ | ----------------- | -------- |
| Egyesült Királyság | aranylemez        | 400 000+ |

## Slágerlisták
| Slágerlista (1998)                     | Legmagasabb helyezés |
| -------------------------------------- | -------------------- |
| UK kislemez listája                    | 1                    |
| Lettország kislemez listája            | 3                    |
| Olaszország kislemez listája           | 6                    |
| Svédország kislemez listája            | 12                   |
| Norvégia kislemez listája              | 14                   |
| Franciaország kislemez listája         | 16                   |
| Ausztria kislemez listája              | 18                   |
| Svájc kislemez listája                 | 18                   |
| Ausztrália kislemez listája            | 24                   |
| Új-Zéland kislemez listája             | 28                   |
| Hollandia kislemez listája             | 38                   |
| Németország kislemez listája           | 41                   |
| Slágerlista (1999)                     | Legmagasabb helyezés |
| Kanada kislemez listája                | 10                   |
| U.S. Billboard Hot 100                 | 72                   |
| U.S. Billboard Hot 100 Airplay         | 74                   |
| U.S. Billboard Top 40 Mainstream       | 20                   |
| U.S. Billboard Top 40 Tracks           | 29                   |
| U.S. Billboard Hot Adult Top 40 Tracks | 22                   |